# Björn Bragée
Björn Anders Bragée, född 2 augusti 1947 i Nyköping,, är en svensk läkare, författare och programledare för Arga doktorn. 
Bragée studerade medicin och fick sin legitimation 1979. Han driver en privat smärtklinik i Stockholm. Hösten 2013 var han programledare för Arga doktorn som sändes i SVT1. Han är delägare och senior advisor i Bragee Medect AB som driver Bragée Rehab.
Björn Bragée är sedan 1976 gift med Britt Bragée (född 1945). Han är far till Petter Bragée (född 1968) och två döttrar.